# Kanjikkuzhi
Kanjikkuzhi es una ciudad censal situada en el distrito de Alappuzha en el estado de Kerala (India). Su población es de 23681 habitantes (2011). Se encuentra a 13 km de Alappuzha.

## Demografía
Según el censo de 2011 la población de Kanjikkuzhi era de 23681 habitantes, de los cuales 11566 eran hombres y 12115 eran mujeres. Kanjikkuzhi tiene una tasa media de alfabetización del 97,64%, superior a la media estatal del 94%: la alfabetización masculina es del 98,87%, y la alfabetización femenina del 96,47%.